# 切斯马教堂
切斯马教堂（俄语：Чесменская церковь，全名切斯马宫圣施洗约翰教堂）是一座东正教小型教堂，1780年女皇凯萨琳大帝下令建造，毗邻圣彼得堡和皇村之间的切斯马宫，以纪念1770年俄国舰队在俄土战争（1768-1774年）期间打败土耳其海军的切斯马海战。这座建筑是俄国建筑受到哥德復興式建築影响的罕见实例，外观红白相间的条纹，十分醒目。
59°51′25″N 30°19′52″E / 59.857°N 30.331°E